# God Gave Rock and Roll to You
"God Gave Rock and Roll to You" é uma música de 1973 da banda Argent.  Foi regravada por muitos artistas, incluindo as bandas Petra e Bride. Foi "refeita" pelo Kiss com o nome de God Gave Rock N' Roll to You II para o filme Bill & Ted's Bogus Journey de 1991.
Recentemente foi regravada pela banda Oficina G3, no DVD D.D.G. Experience.